# Тщетность, или Крушение «Титана»
«Тще́тность», в переиздании 1912 года — «Тще́тность, или Круше́ние „Тита́на“» (другой перевод  — «Тщета, или Крушение „Титана“») — новелла, написанная Морганом Робертсоном в 1898 году. После гибели «Титаника» она была переиздана с некоторыми изменениями.

## Сюжет
В первой половине новеллы читателю представляют лайнер «Титан» и главного героя Джона Роуленда, бывшего офицера ВМС США. Будучи теперь алкоголиком и опустившись на самый низ общества, он, вдобавок, уволен из военно-морского флота, ввиду чего он устраивается матросом на лайнер «Титан». На вахте в вороньем гнезде Роуленд становится очевидцем столкновения с неизвестным кораблем, который тонет, однако "Титан" не останавливается для оказания помощи и продолжает плавание. Капитан угрозами и шантажом убеждает команду хранить молчание о случившемся, однако Роуленд отказывается брать деньги и не собирается умалчивать об инциденте. Капитан решается избавиться от Роуленда. На следующий день он, через доверенного боцмана, опаивает его настойкой опиума во время несения ночной вахты. В ту же ночь в густом тумане корабль на полной скорости буквально наскакивает на айсберг. Сила удара и размеры ледяной горы таковы, что „Титан“ буквально ложится на айсберг всем правым бортом, поднимаясь из воды вместе с винтами. После поломки машин и взрыва котлов корабль соскальзывает обратно в воду и тонет.
Вторая половина истории повествует о том, как Роуленд спасает маленькую девочку (фактически дочь своей любовницы, миссис Миры Селфридж, дочери судовладельца), упав с ней на айсберг. Они находят спасательную шлюпку, выброшенную на лед, борются с дрейфующим на льдине голодным белым медведем (!). В конце концов их замечают с проходившего мимо корабля. По прибытии в Саутгемптон девочку находит её мать, чудом спасшаяся с «Титана». Задержанного на выходе из магазина одежды Роуленда арестовывают за её похищение. Проникшийся к нему сочувствием выслушавший его историю судья упрекает мать в том, что она не испытывает к спасителю своей дочери никакой благодарности. Роуленд дает показания о поведении экипажа, в результате чего капитана арестовывают, а судовладелец умирает от удара.
В короткой заключительной главе, охватывающей несколько лет, Роуленд проходит путь от бездомного и анонимного рыбака до сотрудника офиса и, наконец, через два года после сдачи экзамена на пригодность к государственной службы, получает «прибыльную должность в правительстве».
В более поздней версии романа присутствует продолжение: Роуленд получает письмо от матери (которая поздравляет его и просит навестить её) и от подросшей девушки, которую он спас в ту ночь.

## Сходства с «Титаником»
Хотя роман был написан ещё до того, как «Титаник» был построен, между вымышленным «Титаном» и реальным судном есть некоторые сходства, показавшиеся сверхъестественными и растиражированные прессой после переиздания книги в 1912 году. Как и «Титаник», вымышленный корабль затонул в апреле в Северной Атлантике, и на всех его пассажиров не хватило спасательных шлюпок. Есть также сходство в размерах судов («Титан» достигает в длину 800 футов (244 м), «Титаник» — 882 фута и 9 дюймов (269 м)), скорости (25 узлов и 75 000 л.с. в книге и 23 узла и 55 000 л.с. у «Титаника») и спасательном оборудовании (в книге 24 на 500 человек и 20 на 1178 человек на «Титанике»). После гибели «Титаника» многие люди называли Робертсона ясновидящим, что тот отрицал. Учёные приписывают сходство обширным знаниям Робертсона в областях судостроения. Однако представления о детальном сходстве неверны. В варианте 1898 года «Титан» имел четыре мачты и паруса (!), конструкция борта для улучшения ходовых качеств V-образная вместо U-образного у реального «Титаника» с практически плоским двойным дном. «Титан» стал самым быстрым трансатлантическим лайнером, что обеспечивало ему популярность у пассажиров и было причиной поведения капитана.
Вместе с тем, в варианте 1898 года Робертсон довольно точно описал ситуацию с водопроницаемыми переборками и расчетами инженеров возможных повреждений для сохранения судна на плаву, так же описал схему страхового мошенничества, что могло подпитывать газетные сообщения о подмене «Титаника» «Олимпиком» и сознательном устройстве аварии. Мужа миссис Селфридж капитан называет полковником, что перекликается с воинским званием Джон Джейкоба Астора.

## В популярной культуре
- Книга Уолтера Лорда «Незабываемая ночь» (1955), повествующая о гибели «Титаника», начинается с краткого изложения романа Робертсона.
- В американском антологическом сериале Beyond Belief: Fact or Fiction сюжет новеллы пересказывался в одиннадцатом сегменте эпизода, озаглавленном «Титан».
- Книгу можно найти лежащей на кресле Карлсона в видеоигре 1996 года «Титаник: Приключение вне времени».
- Аудиодрама «Доктор Кто» 2010 года «Крушение Титана» Барнаби Эдвардса связывает написание «Тщетности» с историей «Титаника» через путешествие во времени.
- Книга Мартина Гарднера «Крушение «Титаника» предсказали?» (1986)
- Книга упоминалась в телесериале «Шаг за гранью» в сезоне 1, эпизоде 2 под названием «Ночь 14 апреля», который вышел в эфир 27 января 1959 года.
- В вымышленной вселенной «Лиги выдающихся джентльменов» «Титан» упоминается как вымышленный аналог «Титаника».
- Книга Робертсона упоминается в видеоигре Nine Hours, Nine Persons, Nine Doors 2009 года в отношении сеттинга игры.